# Візеу
Візе́у (порт. Viseu; МФА: [vi.ˈzew]) — муніципалітет і місто в Португалії, в окрузі Візеу. Адміністративний центр округу.  Розташований у центрально-північній частині країни, на теренах історичної португальської провінції Бейра. Належить до Візеуської діоцезії Католицької церкви в Португалії. Права міського самоврядування має з 1123 року. Поділяється на 25 парафій. За адміністративним поділом, чинним до 1976 року, був складовою провінції Верхня Бейра. Площа муніципалітету — 507,10 км², населення муніципалітету — 98164 ос. (2015); густота населення — 193,58 осіб/км²
. Патрон — Діва Марія, святий Теотоній. Святковий день муніципалітету — 21 вересня. Поштовий індекс — 3510.  Код місцевої адміністративної одиниці — 1823. Складова статистичного регіону Північ.

## Географія
Візеу розташоване на півночі Португалії, в центрі округу Візеу.
Візеу межує на півночі з муніципалітетом Каштру-Дайре, на північному сході — з муніципалітетом Віла-Нова-де-Пайва, на сході — з муніципалітетами Сатан і Пеналва-ду-Каштелу, на південному сході — з муніципалітети Мангуалде і Нелаш, на півдні — з муніципалітетом Каррегал-ду-Сал, на південному заході — з муніципалітетом Тондела, на заході — з муніципалітетом Возела, на північному заході — з муніципалітетом .

### Клімат
| Клімат Візеу            | Клімат Візеу | Клімат Візеу | Клімат Візеу | Клімат Візеу | Клімат Візеу | Клімат Візеу | Клімат Візеу | Клімат Візеу | Клімат Візеу | Клімат Візеу | Клімат Візеу | Клімат Візеу | Клімат Візеу |
| Показник                | Січ.         | Лют.         | Бер.         | Квіт.        | Трав.        | Черв.        | Лип.         | Серп.        | Вер.         | Жовт.        | Лист.        | Груд.        | Рік          |
| Абсолютний максимум, °C | 20,0         | 22,6         | 27,6         | 30,3         | 33,0         | 39,0         | 40,5         | 40,4         | 39,6         | 31,2         | 27,3         | 22,5         | 40,5         |
| Середній максимум, °C   | 11,9         | 13,8         | 16,9         | 17,6         | 20,6         | 26,2         | 30,0         | 30,0         | 26,1         | 21,0         | 15,6         | 12,4         | 19,2         |
| Середня температура, °C | 7,1          | 8,6          | 11,0         | 11,9         | 14,7         | 19,0         | 21,7         | 21,6         | 19,0         | 14,7         | 10,6         | 8,5          | 14,0         |
| Середній мінімум, °C    | 2,2          | 3,3          | 5,2          | 6,2          | 8,8          | 11,7         | 13,8         | 13,5         | 11,9         | 9,1          | 6,0          | 4,2          | 7,9          |
| Абсолютний мінімум, °C  | −6,6         | −7,3         | −5,4         | −2,6         | −0,5         | 2,6          | 5,3          | 6,0          | 3,0          | 0,7          | −3,5         | −5           | −7,3         |
| Норма опадів, мм        | 153.2        | 105.6        | 79.0         | 113.6        | 103.0        | 35.2         | 19.2         | 17.8         | 66.0         | 147.0        | 155.5        | 203.4        | 1198.5       |
| ----------------------- | ------------ | ------------ | ------------ | ------------ | ------------ | ------------ | ------------ | ------------ | ------------ | ------------ | ------------ | ------------ | ------------ |

## Історія
1123 року португальська графиня Тереза Леонська надала Візеу форал, яким визнала за поселенням статус містечка та муніципальні самоврядні права.

## Населення
| Кількість мешканців | Кількість мешканців | Кількість мешканців | Кількість мешканців | Кількість мешканців | Кількість мешканців | Кількість мешканців | Кількість мешканців | Кількість мешканців | Кількість мешканців | Кількість мешканців | Кількість мешканців | Кількість мешканців | Кількість мешканців | Кількість мешканців |
| ------------------- | ------------------- | ------------------- | ------------------- | ------------------- | ------------------- | ------------------- | ------------------- | ------------------- | ------------------- | ------------------- | ------------------- | ------------------- | ------------------- | ------------------- |
| 1864                | 1878                | 1890                | 1900                | 1911                | 1920                | 1930                | 1940                | 1950                | 1960                | 1970                | 1981                | 1991                | 2001                | 2011                |
| 47 319              | 51 158              | 52 268              | 54 047              | 56 186              | 55 281              | 61 140              | 68 115              | 76 816              | 79 890              | 73 010              | 83 261              | 83 601              | 93 501              | 99 274              |